# Empoasca altmani
Empoasca altmani är en insektsart som beskrevs av Cunningham och Ross 1965. Empoasca altmani ingår i släktet Empoasca och familjen dvärgstritar. Inga underarter finns listade i Catalogue of Life.